# Gynoplistia (Gynoplistia) peramoena
Gynoplistia (Gynoplistia) peramoena is een tweevleugelige uit de familie steltmuggen (Limoniidae). De soort komt voor in het Australaziatisch gebied.